# Liste der Bäder in Wien
Diese Liste gibt einen Überblick über die Bäder in Wien. Der Großteil dieser öffentlichen Badeanstalten wird von der Stadt Wien (MA 44, Wiener Bäder) betrieben. Nicht in dieser Liste enthalten sind die zahlreichen Naturbadeplätze an Wiener Gewässern, von denen sich viele entlang der Alten und Neuen Donau befinden.

## Bäder
| Name                             | Bild | Lage                                        | Typ                   | Betreiber                                                       | Eröffnung | Anmerkungen |
| -------------------------------- | ---- | ------------------------------------------- | --------------------- | --------------------------------------------------------------- | --------- | --- |
| Badeschiff Wien                  |      | 1., Donaukanal Standort                     | Badeschiff            | Donau Badeschiff und Betrieb GmbH                               | 2006      | Etwa an der Stelle des heutigen Badeschiffs, zwischen der Schwedenbrücke und Aspernbrücke, befand sich bereits ab 1922 ein Strombad. |
| Familienbad Augarten             |      | 2., Augarten Standort                       | Familienbad           | MA 44                                                           | 1926      | |
| Stadionbad                       |      | 2., Meiereistraße Standort                  | Sommerbad             | Wien Holding                                                    | 1931      | |
| Apostelbad                       |      | 3., Apostelgasse 18 Standort                | Saunabad              | MA 44                                                           | 1891      | Das Apostelbad steht unter Denkmalschutz (Listeneintrag). |
| Familienbad Schweizergarten      |      | 3., Schweizergarten Standort                | Familienbad           | MA 44                                                           | 1923      | |
| Einsiedlerbad                    |      | 5., Einsiedlerplatz 18 Standort             | Saunabad, Familienbad | MA 44                                                           | 1890      | Das Volksbad am Einsiedlerplatz wurde 2018 zu einem Familienbad ausgebaut. |
| Hermannbad                       |      | 7., Hermanngasse 28 Standort                | Saunabad              | MA 44                                                           |           | |
| Familienbad Gudrunstraße         |      | 10., Gudrunstraße Standort                  | Familienbad           | MA 44                                                           |           | |
| Therme Wien                      |      | 10., Kurbadstraße 14 Standort               | Thermalbad            | Therme Wien Ges.m.b.H.                                          | 1974      | Bereits 1934 wurde bei einer Erdölversuchsbohrung an dieser Stelle eine heiße Schwefelquelle entdeckt. Direkt neben der 1974 eröffneten Therme Oberlaa wurde nach der Erschließung einer zweiten Quelle Anfang 2009 die Therme Wien errichtet und Ende 2010 eröffnet.                    |
| Laaerbergbad                     |      | 10., Ludwig-von-Höhnel-Gasse 2 Standort     | Sommerbad             | MA 44                                                           | 1959      | |
| Amalienbad                       |      | 10., Reumannplatz Standort                  | Hallenbad             | MA 44                                                           | 1926      | Das Amalienbad steht unter Denkmalschutz (Listeneintrag). |
| Kombibad Simmering               |      | 11., Florian-Hedorfer-Straße 5 Standort     | Kombibad              | MA 44                                                           | 1978      | Ab 1987 wurde im Außenbereich des Hallenbades ein Sommerbad errichtet, die Eröffnung erfolgte 1990. |
| Familienbad Herderplatz          |      | 11., Herderpark Standort                    | Familienbad           | MA 44                                                           | 1929      | Das Familienbad Herderplatz steht unter Denkmalschutz (Listeneintrag). Nach einem Brand im Jänner 2009 wurde das Holzgebäude im Einvernehmen mit dem Bundesdenkmalamt rekonstruiert, im Juli 2009 konnte das Bad wiedereröffnet werden.                                                  |
| Theresienbad                     |      | 12., Hufelandgasse 3 Standort               | Kombibad              | MA 44                                                           | 1902      | Das ursprüngliche Theresienbad gilt als das älteste bestehende Bad Wiens. |
| Hietzinger Bad                   |      | 13., Atzgersdorfer Straße 14 Standort       | Kombibad              | MA 44                                                           | 1978      | |
| Schönbrunnerbad                  |      | 13., Schönbrunner Schlosspark Standort      | Sommerbad             | WEB 43 Sport u.Wellnessclub GmbH                                | 1975      | Das ursprüngliche Bad an dieser Stelle wurde einst als Militärschwimmschule genutzt. |
| Sommerbad Hadersdorf-Weidlingau  |      | 14., Hauptstraße 41 Standort                | Sommerbad             | MA 44                                                           |           | |
| Penzinger Bad                    |      | 14., Hütteldorfer Straße 136 Standort       | Saunabad              | MA 44                                                           |           | |
| Hallenbad Hütteldorf             |      | 14., Linzer Straße 376 Standort             | Hallenbad             | MA 44                                                           | 1998      | |
| Familienbad Reinlgasse           |      | 14., Märzstraße Standort                    | Familienbad           | MA 44                                                           |           | |
| Stadthallenbad                   |      | 15., Vogelweidplatz 15 Standort             | Hallenbad             | Wien Holding                                                    | 1974      | Das vom Architekten Roland Rainer entworfene Stadthallenbad steht unter Denkmalschutz (Listeneintrag). Nach mehrjährigen Sanierungsarbeiten wurde es 2014 wieder eröffnet. |
| Brausebad Friedrich-Kaiser-Gasse |      | 16., Friedrich-Kaiser-Gasse 11 Standort     | Brausebad             | MA 44                                                           |           | |
| Familienbad Hofferplatz          |      | 16., Hofferplatz 11 Standort                | Familienbad           | MA 44                                                           |           | |
| Ottakringerbad                   |      | 16., Johann-Staud-Straße 11 Standort        | Kombibad              | MA 44                                                           | 1920      | Von 1966 bis 1972 erfolgte eine Umgestaltung, inklusive Zubau eines Hallenbads. |
| Kongressbad                      |      | 16., Julius-Meinl-Gasse 7a Standort         | Sommerbad             | MA 44                                                           | 1928      | Das Kongressbad steht unter Denkmalschutz (Listeneintrag). |
| Jörgerbad                        |      | 17., Jörgerstraße 42–44 Standort            | Hallenbad             | MA 44                                                           | 1914      | Das Jörgerbad steht unter Denkmalschutz (Listeneintrag). |
| Neuwaldegger Bad                 |      | 17., Promenadegasse 58 Standort             | Sommerbad             | Privat                                                          | 1925      | |
| Schafbergbad                     |      | 18., Josef-Redl-Gasse 2 Standort            | Sommerbad             | MA 44                                                           | 1973      | Das ursprüngliche Schafbergbad wurde Anfang des 20. Jahrhunderts als Ergänzung zu einem Aussichtshotel am Schafberg gegründet. |
| Währingerbad                     |      | 18., Klostergasse 27 Standort               | Saunabad              | MA 44                                                           |           | Im Sommer 2019 soll das Bad geschlossen und danach abgerissen werden. |
| Familienbad Währinger Park       |      | 18., Währinger Park Standort                | Familienbad           | MA 44                                                           |           | |
| Kombibad Döbling                 |      | 19., Geweygasse 6 Standort                  | Kombibad              | MA 44                                                           | 1978      | Ab 1986 wurde im Außenbereich des Hallenbades ein Sommerbad errichtet, die Eröffnung erfolgte 1988. |
| Familienbad-Hugo-Wolf-Park       |      | 19., Hugo-Wolf-Park Standort                | Familienbad           | MA 44                                                           |           | |
| Krapfenwaldlbad                  |      | 19., Krapfenwaldgasse 65–73 Standort        | Sommerbad             | MA 44                                                           | 1923      | Das Krapfenwaldlbad steht unter Denkmalschutz (Listeneintrag). |
| Hallenbad Brigittenau            |      | 20., Klosterneuburger Straße 93–97 Standort | Hallenbad             | MA 44                                                           | 1983      | |
| Strandbad Angelibad              |      | 21., Obere Alte Donau Standort              | Sommerbad             | MA 44                                                           | 1949      | Das ursprüngliche Birner’sche Vier-Kreuzer-Bad an dieser Stelle wurde bereits 1888 gegründet. |
| Hallenbad Floridsdorf            |      | 21., Franklinstraße 22 Standort             | Hallenbad             | MA 44                                                           | 1967      | |
| Familienbad Stammersdorf         |      | 21., Luckenschwemmgasse Standort            | Familienbad           | MA 44                                                           |           | |
| Kombibad Großfeldsiedlung        |      | 21., Oswald-Redlich-Straße 44 Standort      | Kombibad              | MA 44                                                           | 1984      | |
| Familienbad Strebersdorf         |      | 21., Roda-Roda-Gasse Standort               | Familienbad           | MA 44                                                           |           | |
| Strandbad Stadlau                |      | 22., Mühlwasser Standort                    | Strandbad             | Strand-Domizil                                                  | 1949      | |
| Strandbad Alte Donau             |      | 22., Arbeiterstrandbadstraße 91 Standort    | Strandbad             | MA 44                                                           | 1918      | |
| Bundesbad Alte Donau             |      | 22., Arbeiterstrandbadstraße 93 Standort    | Strandbad             | Burghauptmannschaft Österreich                                  |           | Das Bundesbad Alte Donau steht unter Denkmalschutz (Listeneintrag). Die ursprüngliche Militärschwimmschule Alte Donau an dieser Stelle wurde am 20. Juni 1919 eröffnet. |
| Straßenbahnerbad                 |      | 22., Dampfschiffhaufen 189 Standort         | Strandbad             | Kultur- und Sportverein der Bediensteten der Wiener Linien      | 1920      | |
| PSO-Sommerbad                    |      | 22., Dampfschiffhaufen 49 Standort          | Strandbad             | Verein und Selbsthilfegruppe der PsoriasikerInner in Österreich |           | |
| Polizeibad                       |      | 22., Dampfschiffhaufen 65 Standort          | Strandbad             | Polizeisportvereinigung Wien                                    | 1934      | |
| Strandbad Gänsehäufel            |      | 22., Moissigasse 21 Standort                | Sommerbad             | MA 44                                                           | 1907      | Das Strandbad Gänsehäufel steht unter Denkmalschutz (Listeneintrag). Das 1907 als Strandbad der Commune Wien am Gänsehäufel eröffnete Bad wurde in den letzten Wochen des Zweiten Weltkrieges durch Bombenangriffe vollständig zerstört, ab 1948 neu errichtet und 1950 wieder eröffnet. |
| Kombibad Donaustadt              |      | 22., Portnergasse 38 Standort               | Kombibad              | MA 44                                                           | 1982      | |
| Höpflerbad                       |      | 23., Endresstraße 24–26 Standort            | Sommerbad             | MA 44                                                           | 1979      | |
| Liesinger Bad                    |      | 23., Perchtoldsdorfer Straße 14–16 Standort | Sommerbad             | MA 44                                                           |           | |